# Echinella albiventris
Echinella albiventris är en tvåvingeart som beskrevs av Boris Mamaev 1965. Echinella albiventris ingår i släktet Echinella och familjen gallmyggor. Inga underarter finns listade i Catalogue of Life.